# Tomas Tenconi
Tomas Tenconi (* 3. September 1980 in Buenos Aires, Argentinien) ist ein ehemaliger italienischer Tennisspieler.

## Karriere
Tenconi spielte seine ersten Turniere 2000 auf der ITF Future Tour. In seiner Debütsaison gewann er dort zwei Doppeltitel. Ein Jahr später stand er auf der höher dotierten ATP Challenger Tour in Sassuolo in seinem ersten Doppelfinale. 2003 kam er in Palermo zu seinem Debüt auf der ATP World Tour. Nach erfolgreicher Qualifikation schlug er in der ersten Runde den Top-100-Spieler Irakli Labadse klar in zwei Sätzen. Im Vorfeld dieser Partie war eine ungewöhnlich hohe Summe auf einen Sieg von Tenconi gesetzt worden, sodass Spielmanipulation vermutet wurde. Er verbesserte sich in der Weltrangliste stetig und stand Ende 2003 im Einzel und Doppel kurz vor dem Sprung in die Top 200.
2004 gelang ihm ein Durchbruch auf der Challenger Tour. Im Juni gewann er in Reggio nell’Emilia seinen ersten Doppeltitel, einen Monat später ließ er in Rimini seinen ersten Einzeltitel folgen. Durch seine verbesserte Weltranglistenplatzierung, er stand im Einzel und Doppel in den Top 200, spielte er fortan fast ausschließlich Challenger-Turniere. Zu seiner Premiere bei einem Grand-Slam-Turnier kam er 2005 bei den French Open. Er qualifizierte sich für das Einzelfeld und traf in der ersten Runde auf James Blake, gegen den er in drei Sätzen unterlag. Seinen Karrierehöchstwert erreichte er im Einzel im Juni des Jahres mit dem 141. Rang, im Doppel wenige Monate später mit dem 145. Rang. 2006 gewann Tenconi im Doppel in Monza und Sassuolo seine Challenger-Titel drei und vier, während er im Einzel seine Position nicht halten konnte und am Jahresende nicht mehr in den Top 600 zu finden war.
Tenconi trat 2007 nur bei drei Einzel- und zwei Doppelmatches an und rutschte in der Weltrangliste weiter ab. Im Folgejahr kehrte er auf die Profitour zurück und gewann im Einzel sechs Future-Titel, wodurch er in der Weltrangliste wieder unter den Top 300 stand. Im September feierte er in zwei Wochen zwei Challenger-Titel im Einzel. Er gewann in Todi das Finale gegen Rubén Ramírez Hidalgo und eine Woche später in Neapel gegen Lamine Ouahab. Nach diesen Erfolgen überstand er auf Challenger-Level kein Viertelfinale mehr und beendete 2011 nach dem Turnier in Todi seine Karriere.

## Erfolge
| Legende (Anzahl der Siege)  |
| Grand Slam                  |
| ATP World Tour Finals       |
| ATP World Tour Masters 1000 |
| ATP World Tour 500          |
| ATP World Tour 250          |
| ATP Challenger Tour (7)     |

### Einzel

#### Turniersiege
| Nr. | Datum              | Turnier   | Belag | Finalgegner           | Ergebnis       |
| --- | ------------------ | --------- | ----- | --------------------- | -------------- |
| 1.  | 18. Juli 2004      | Rimini    | Sand  | Álex Calatrava        | 6:2, 6:1       |
| 2.  | 21. September 2008 | Todi      | Sand  | Rubén Ramírez Hidalgo | 4:6, 6:3, 6:0  |
| 3.  | 28. September 2008 | Neapel II | Sand  | Lamine Ouahab         | 6:76, 6:3, 6:1 |

### Doppel

#### Turniersiege
| Nr. | Datum         | Turnier            | Belag | Partner               | Finalgegner                     | Ergebnis          |
| --- | ------------- | ------------------ | ----- | --------------------- | ------------------------------- | ----------------- |
| 1.  | 27. Juni 2004 | Reggio nell’Emilia | Sand  | Tomas Behrend         | Andreas Seppi Simone Vagnozzi   | 6:4, 6:2          |
| 2.  | 14. Mai 2005  | Sanremo            | Sand  | Francesco Aldi        | Manuel Jorquera Dmitri Tursunow | 6:4, 6:3          |
| 3.  | 8. April 2006 | Monza              | Sand  | Rubén Ramírez Hidalgo | Leonardo Azzaro Christopher Kas | 4:6, 6:3, [13:11] |
| 4.  | 10. Juni 2006 | Sassuolo           | Sand  | Francesco Aldi        | Pablo Andújar Leonardo Azzaro   | 6:0, 6:1          |